# Esteban Alberto González
Esteban Alberto González (Campana, Argentina, 17 de marzo de 1982) es un exfutbolista argentino. Jugaba de volante y su último equipo fue Acassuso de la Primera B Metropolitana.

## Clubes
| Club                     | País      | Año       |
| ------------------------ | --------- | --------- |
| Boca Juniors             | Argentina | 2000      |
| Chievo Verona            | Italia    | 2001      |
| Lugano                   | Suiza     | 2002      |
| Deportes Tolima          | Colombia  | 2003      |
| Millonarios              | Colombia  | 2003-2004 |
| Villa Dálmine            | Argentina | 2004      |
| Deportivo Pasto          | Colombia  | 2004      |
| Estudiantes de Santander | México    | 2005      |
| Indios                   | México    | 2005-2006 |
| Tampico Madero           | México    | 2006-2007 |
| Correcaminos de la UAT   | México    | 2008      |
| Querétaro                | México    | 2009      |
| Tijuana                  | México    | 2010      |
| Irapuato                 | México    | 2010-2012 |
| Villa Dálmine            | Argentina | 2012-2013 |
| Morón                    | Argentina | 2013-2014 |
| Acassuso                 | Argentina | 2014-2015 |

Titam|titam]]
| México
|2020-2021
|}